# Zerwiny (przystanek kolejowy)
Zerwiny (lit. Zervynos, ros. Зярвинос) – przystanek kolejowy w miejscowości Zerwiny, w rejonie orańskim, w okręgu olickim, na Litwie. Leży na linii dawnej Kolei Warszawsko-Petersburskiej.